# Hoplitis chukar
Hoplitis chukar är en biart som först beskrevs av Warncke 1991.  Hoplitis chukar ingår i släktet gnagbin, och familjen buksamlarbin. Inga underarter finns listade i Catalogue of Life.